# Königsgräber von Nea Paphos

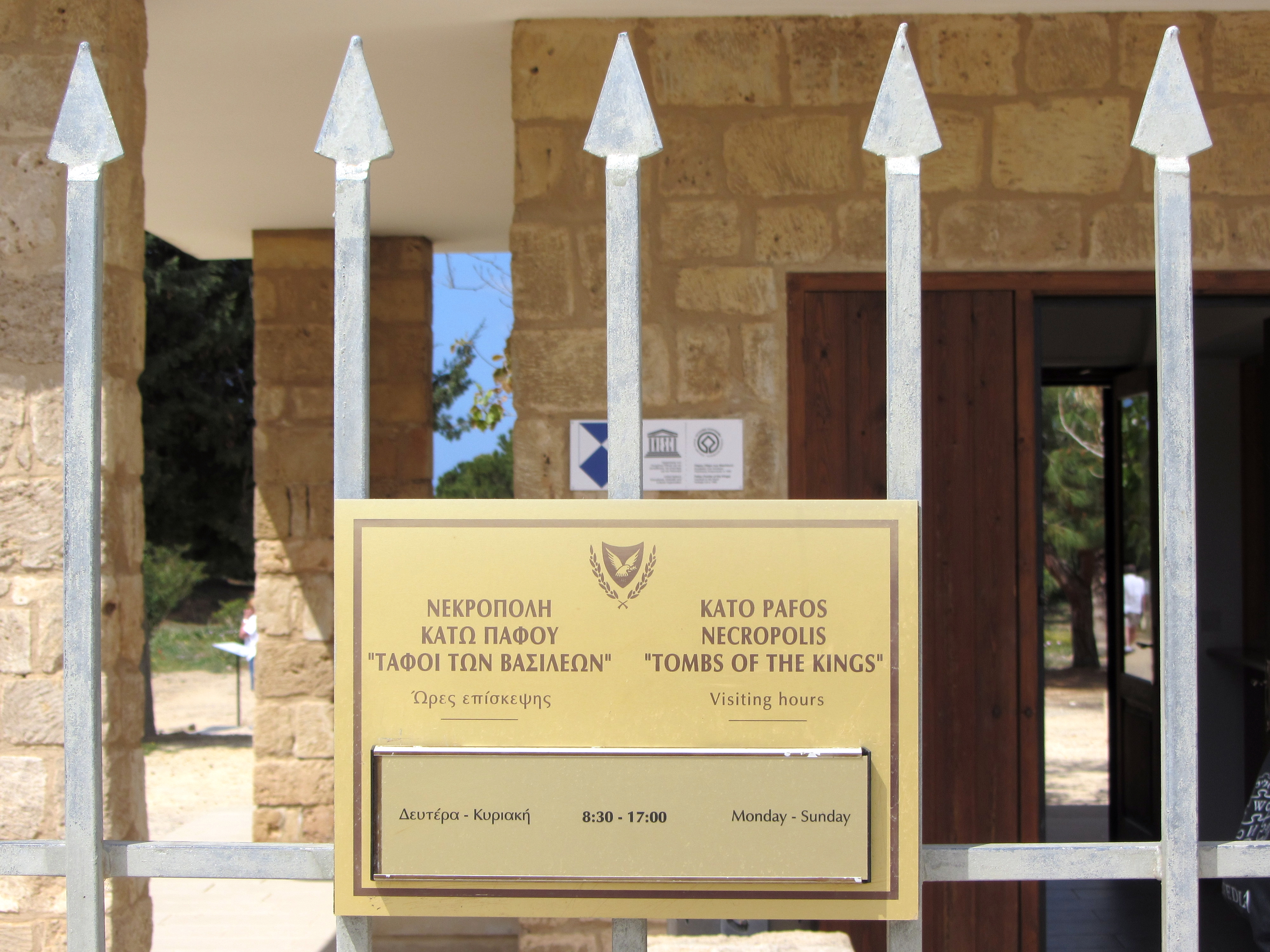
Eingang zur Ausgrabungsstätte (2014)

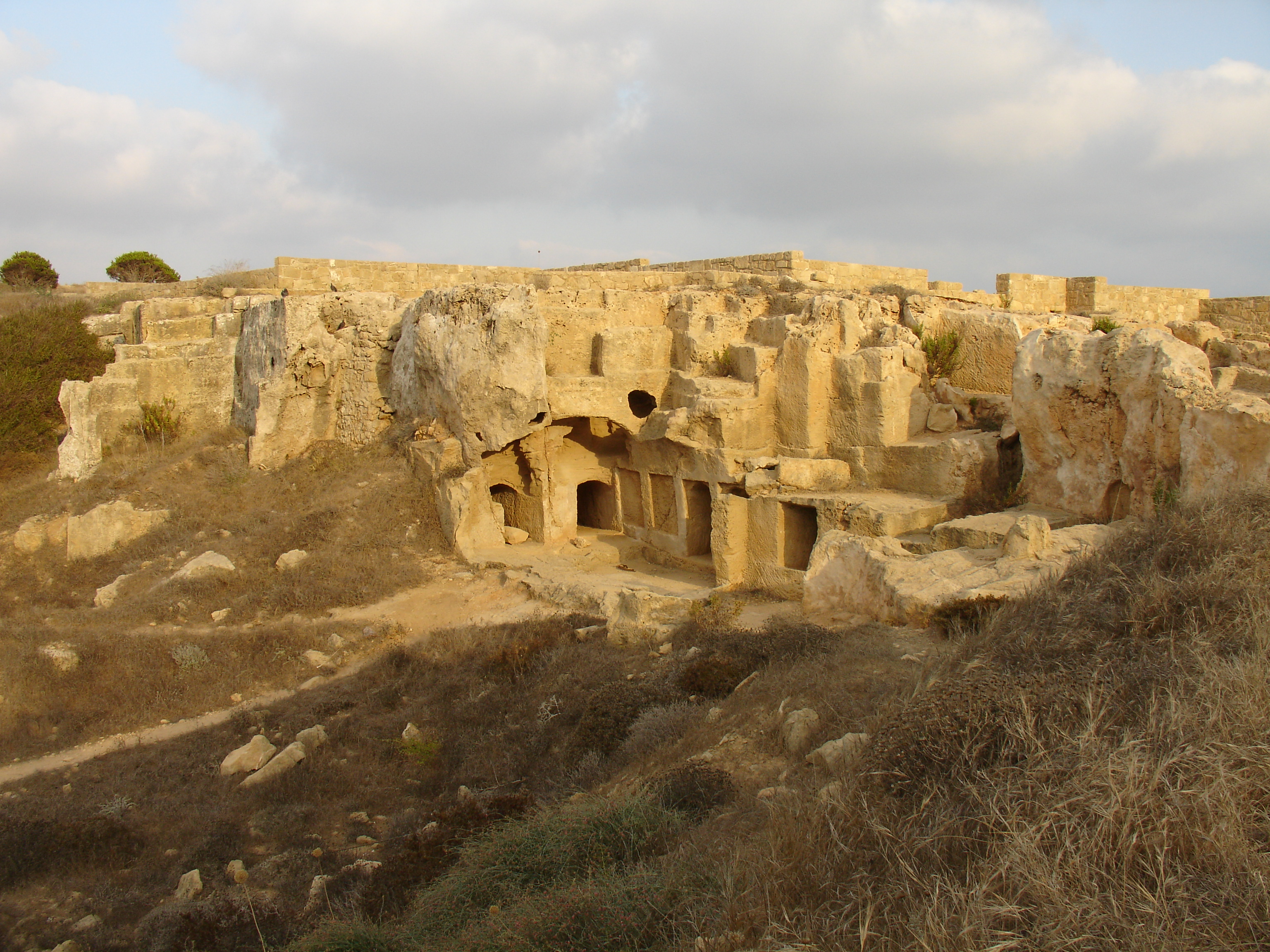
Blick über das Gelände (2006)

Die Königsgräber von Nea Paphos sind eine Nekropole unmittelbar an der Westküste Zyperns zwischen Ktima und Kato Paphos. Die Bezeichnung entstand unter dem Eindruck der Größe der Felsengräber im zweiten Viertel des 20. Jahrhunderts. Sie ist unrichtig, denn zur Zeit der Ptolemäer (294–58 v. Chr.), unter deren Herrschaft die Insel zur Zeit der Entstehung der Gräber stand, existierten die Stadtkönigreiche auf Zypern nicht mehr. Vermutlich aus dem 3. Jahrhundert v. Chr. stammend, zeugen sie vom Wohlstand der sich an ägyptischen Vorlagen orientierenden Bewohner. Die größeren Grabstätten wurden zur Bestattung von Beamten der ptolemäischen Verwaltung oder ihrer Staatsoberhäupter verwendet.
In der Nekropole fanden Bestattungen bis ins 3. Jahrhundert statt und die Stätte diente frühen Christen während ihrer Verfolgung als Zuflucht. Im Mittelalter ließen sich Squatter nieder und veränderten die ursprüngliche Architektur.
1980 wurden die Ruinen von Nea Paphos, zu denen die Gräber gehören, von der UNESCO zum Weltkulturerbe erklärt.

## Geschichte der Ausgrabungen und Erforschung

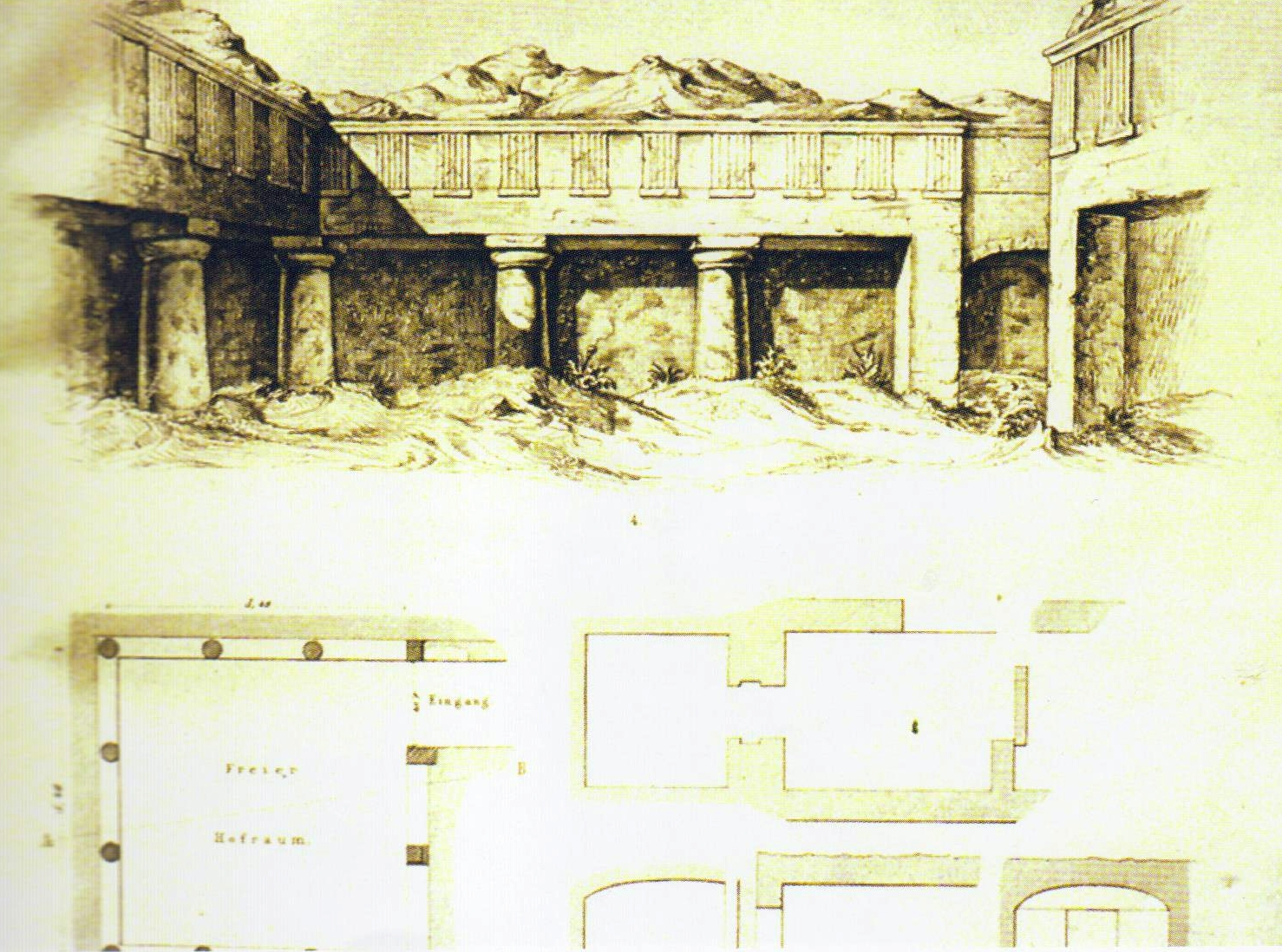
Zeichnung des Archäologen Ludwig Ross (1845)

Der englische Reiseschriftsteller Richard Pococke war 1738 der erste, der das Gebiet der Nekropole beschrieb. Im Jahr 1800 bereiste der Orientalist Josef von Hammer Paphos und fertigte Beschreibungen speziell der Peristyle an. Sechs Jahre später besuchte der Forschungsreisende Domingo Badía y Leblich Paphos und hinterließ ebenfalls einen schriftlichen Bericht. Von Ludwig Ross stammen 1845 die ersten Zeichnungen eines der Gräber, die durch einen Spezialisten angefertigt wurden.
Der Raubgräber und Schatzsucher Luigi Palma di Cesnola, damals US-amerikanischer Konsul in Zypern, begann 1870 mit den Ausgrabungen an diesem Ort. Erst 45 Jahre später, 1915, erfolgten dann unter der Leitung von Menelaos Markidis, dem Konservator des Zyprischen Museums, die ersten Ausgrabungen unter wissenschaftlicher Aufsicht. Zwischenzeitlich hatten die Archäologen Edmond Pottier (1878) und Wilhelm Dörpfeld mit Max Ohnefalsch-Richter (1890) die Ruinen besucht und beschrieben. Dörpfeld hatte Fotografien für das Deutsche Archäologische Institut in Athen erstellt.
1937 begannen unter Hinzuziehung von Häftlingen Reinigungsarbeiten an größeren Gräbern, die während des Zweiten Weltkrieges unterbrochen und von 1945 bis 1952 fortgesetzt wurden. Nach der Besetzung des Nordens Zyperns durch die Türkei und der damit verbundenen politischen Teilung der Insel begannen 1977 unter der Leitung von Sophokles Hadjisavvas systematische Ausgrabungen mit der Zielsetzung, das Wissen um die Bestattungsbräuche der hellenistischen Epoche zu erweitern und die Stätte für den Kulturtourismus zu erschließen. 1990 wurden sie zugunsten der Konservierung der Felsen unterbrochen. Die Konservierungs- und Rekonstruktionsarbeiten dauerten 2012 noch an.

## Architektur

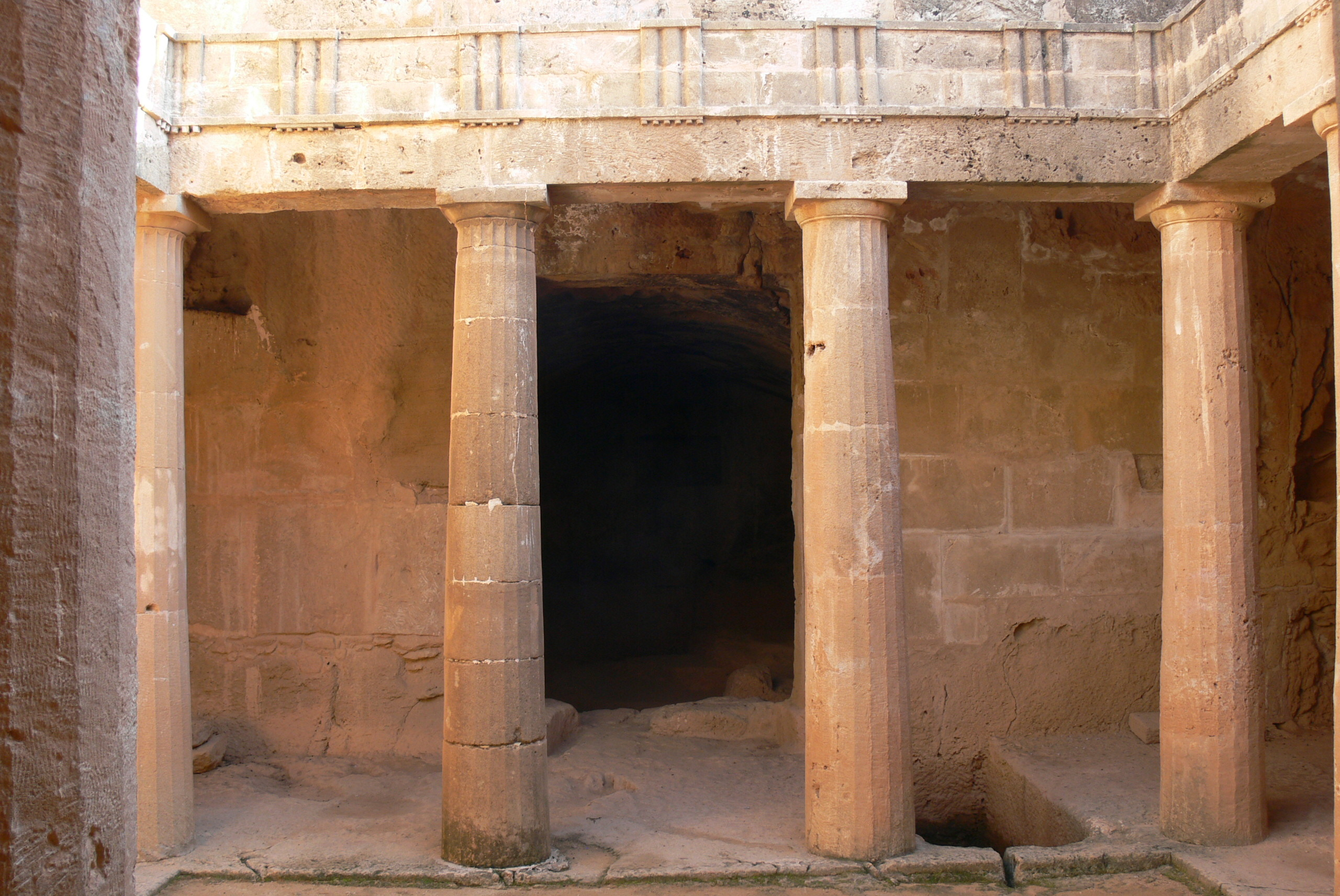
Grab 3: Dorische Säulen mit Architrav und Triglyphenfries (2011)

Die Gräber der Nekropole bestehen aus Sandkalkstein. Sie sind sowohl als Schacht-, Kammer- als auch als Atrium-Gräber ausgeführt. Architektonisch zeigen sie griechische Formen. Stufen-Dromoi führen bei den Kammergräbern in einen rechteckigen Raum, von dem tunnelförmige Einlassungen (Loculi) ausgehen, bei den Atriumgräbern in einen Innenhof mit Peristyl. Vom Peristyl wiederum führen Eingänge in Vorkammern, von denen aus ein System einzelner oder ineinander übergehender Grabkammern ausgeht. Die Gräber waren für Mehrfachbestattungen vorgesehen. Die rechteckigen Pfeiler oder dorischen Säulen, aus gewachsenem Fels gearbeitet, setzen sich oben in einem horizontalen ungegliedertem Gebälk oder einem Architrav fort. In den Fels geschnittene Metopen-Triglyphen-Friese bilden das Oberteil. Die Aussparung im Fels oberhalb des Gebälks muss als Auflage der einstigen Abdeckung angesehen werden.
Vom Typ der Peristylgräber weicht neben dem teilweise oberirdischen Kammergrab in der Nähe des Eingangs vor allem das jenseits des Zentrums der Anlage liegende Grab ab. Es steht als mächtiger Block inmitten eines in den Fels gearbeiteten Hofes und weist deutlicher als die Peristylgräber auf die „Mustafa Pascha-Nekropole“ in Alexandria hin. Bisher einmalig auf Zypern ist der im Jahre 1983 im Norden der Nekropole entdeckte Gräberkomplex. Hier mündet ein 20 m langer Stufendromos in das Peristyl. Wie einige andere verfügt dieses Grab über eine reiche Stuckverzierung. Ein Bezug zu Alexandria wurde hier ebenfalls angenommen, wenngleich mazedonische Gräber die Vorbilder waren. Diese Kammern wurden vermutlich schon in römischer Zeit beraubt. Spuren von Kreuzen lassen auf eine Wiederverwendung in frühchristlicher Zeit schließen.

## Grabfunde
In den Gräbern konnten unter anderem Keramiken aus dem 3. Jahrhundert v. Chr., wie Amphoren, Balsamgefäße und Lampen, des Weiteren Goldschmuck, goldene Myrtenblätter, eine Pyxis aus Elfenbein sowie Münzen aus dem 2. Jahrhundert v. Chr. und der Zeit von Kleopatra V. geborgen werden. Zahlreiche der Artefakte befinden sich im Bezirksmuseum von Paphos. Der Fund eines mittelalterlichen Töpferofens und die Veränderung des Grabes 5 durch Verschließen des Atriums weisen auf eine profane Nutzung als Wohnstätte hin.

## Bestattungsbräuche
Aus den bisherigen Forschungen kann geschlossen werden, dass jede Familie eine eigene Grabstätte besaß, in der sich Gräber verschiedenen Typs befinden konnten, eine Vorgehensweise, wie sie sich auch beim Friedhof von Kerameikos zeigt. Die größeren Gruppen von Gräbern waren mit einem Wasserbecken versehen; es handelte sich um Trinkwasser zum Zwecke der Läuterung. Den Toten wurden auf Scheiterhaufen Grabspenden mitgegeben, so Vögel, Eier und Früchte.

## Fotos

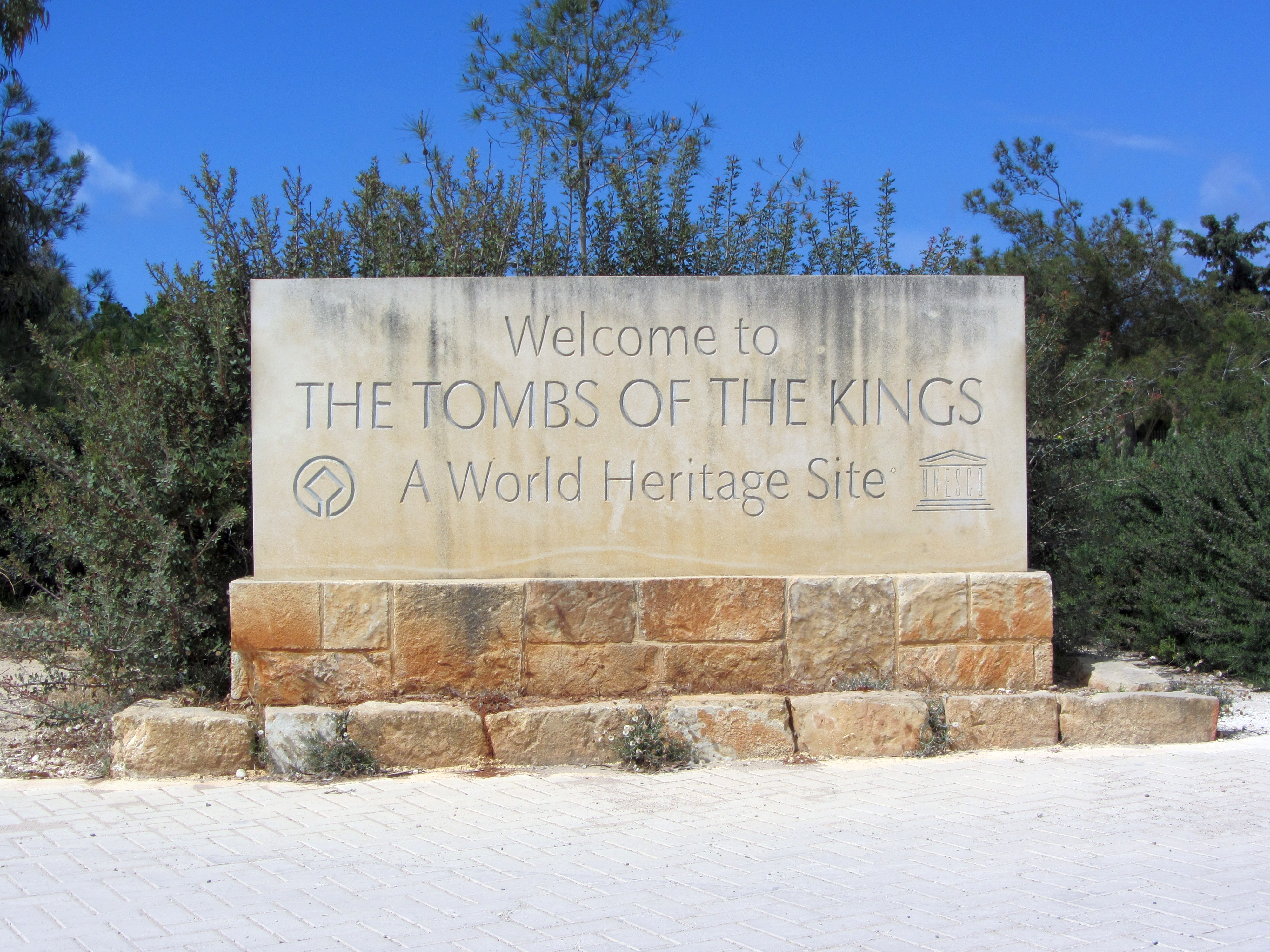
UNESCO-Schild (2014)
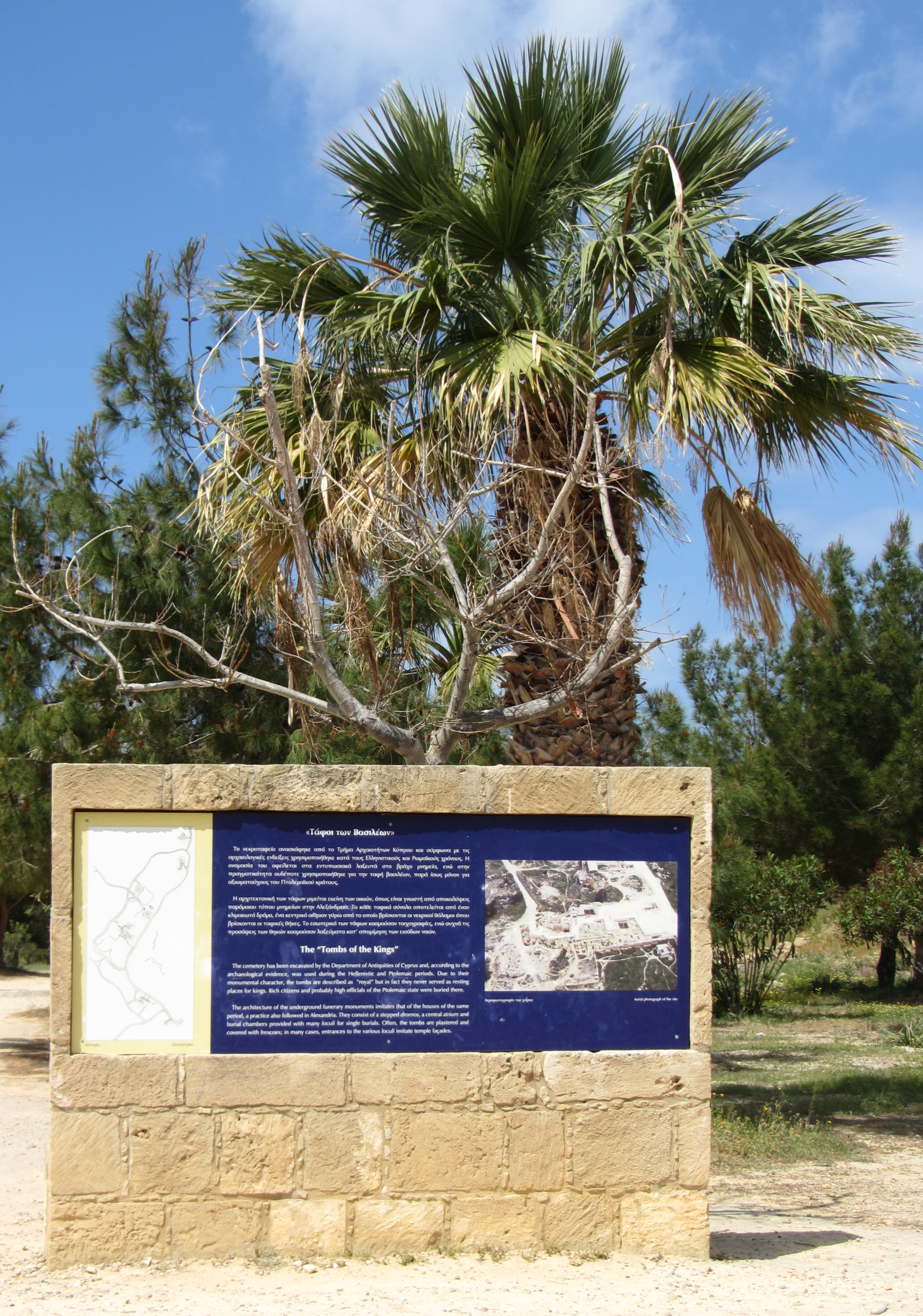
Informationstafel (2014)
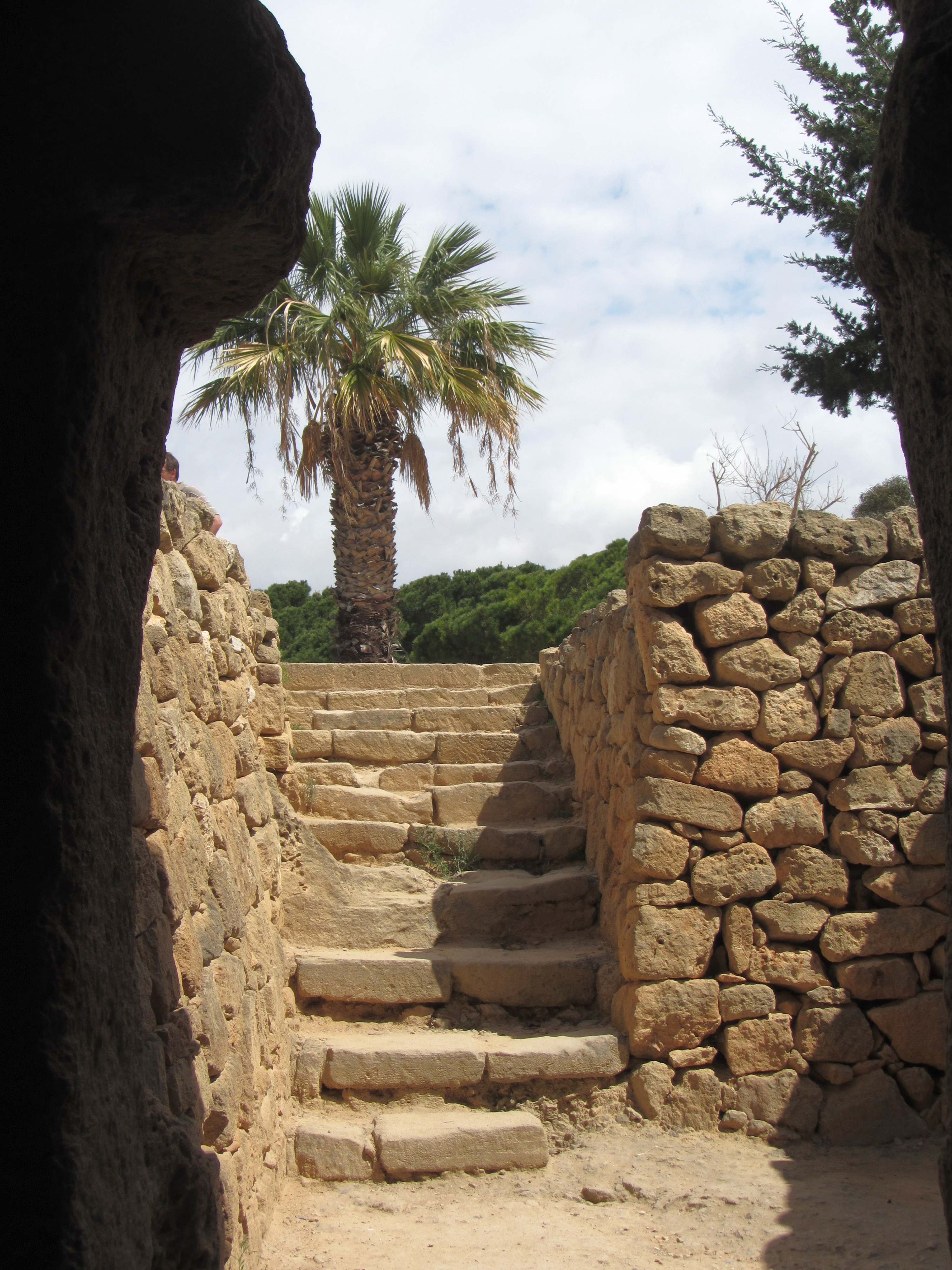
Grab 1, Dromos (2014)
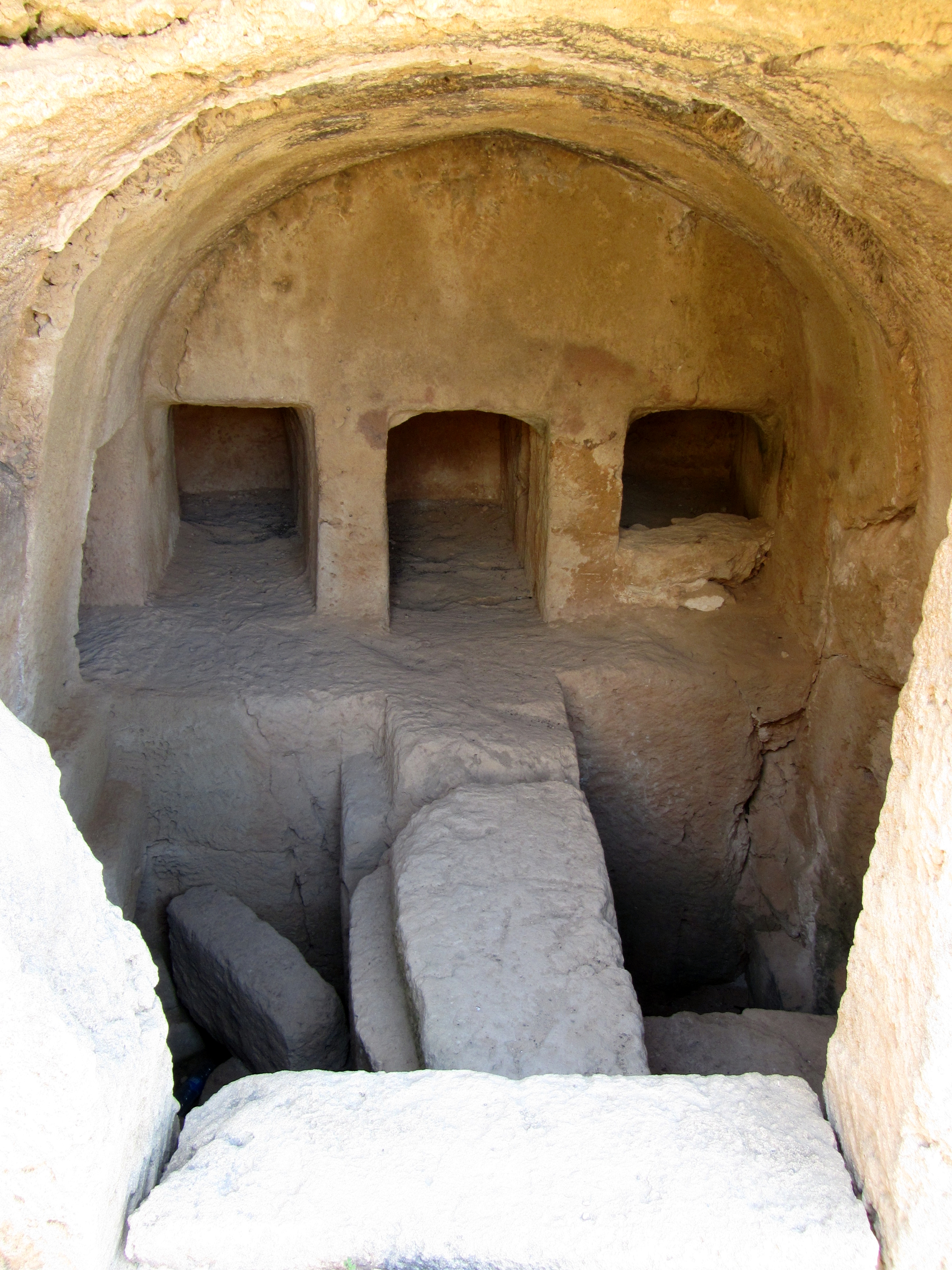
Grab 2, Grabnischen (2014)
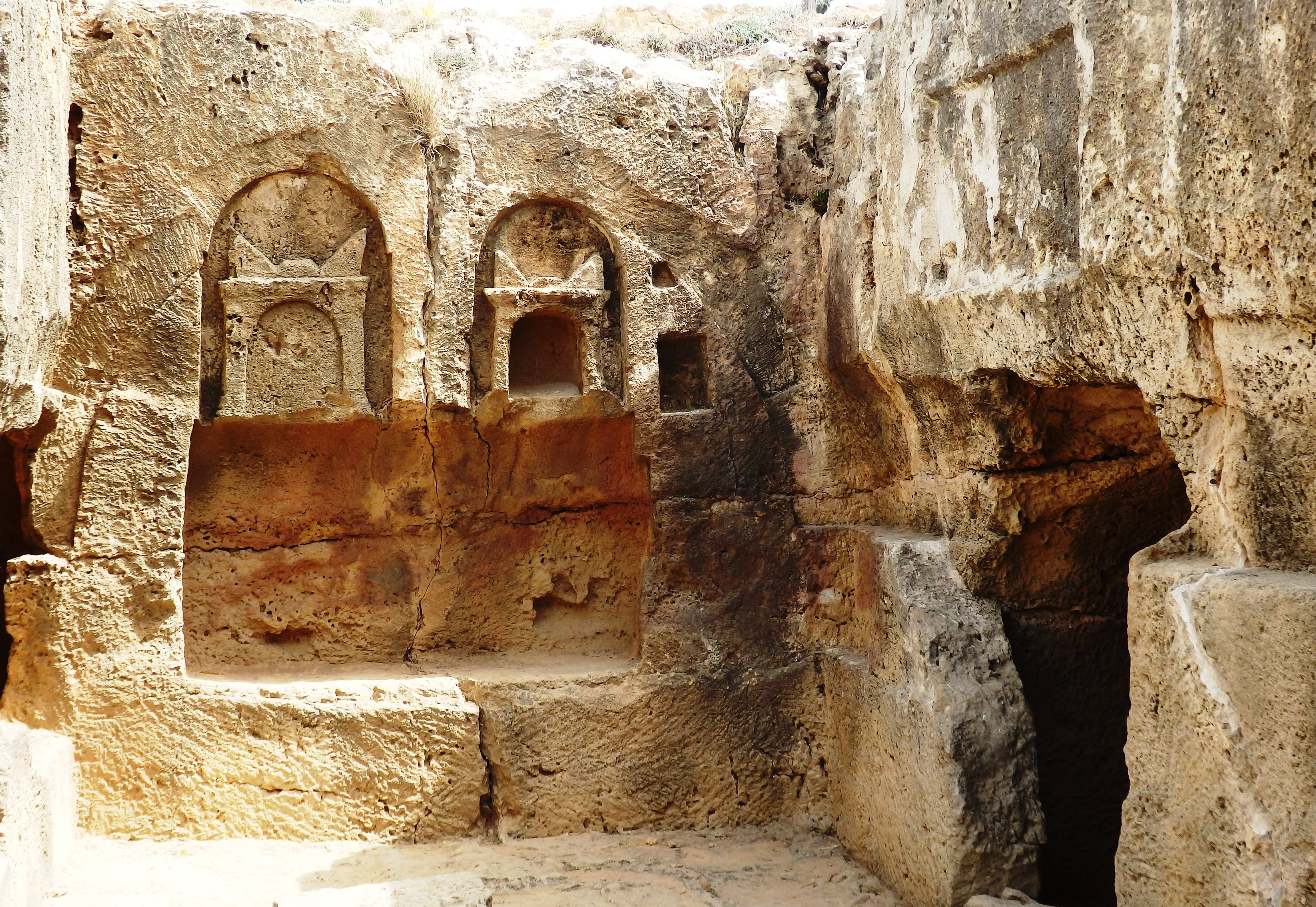
Opfernischen an der Nordseite von Grab 2
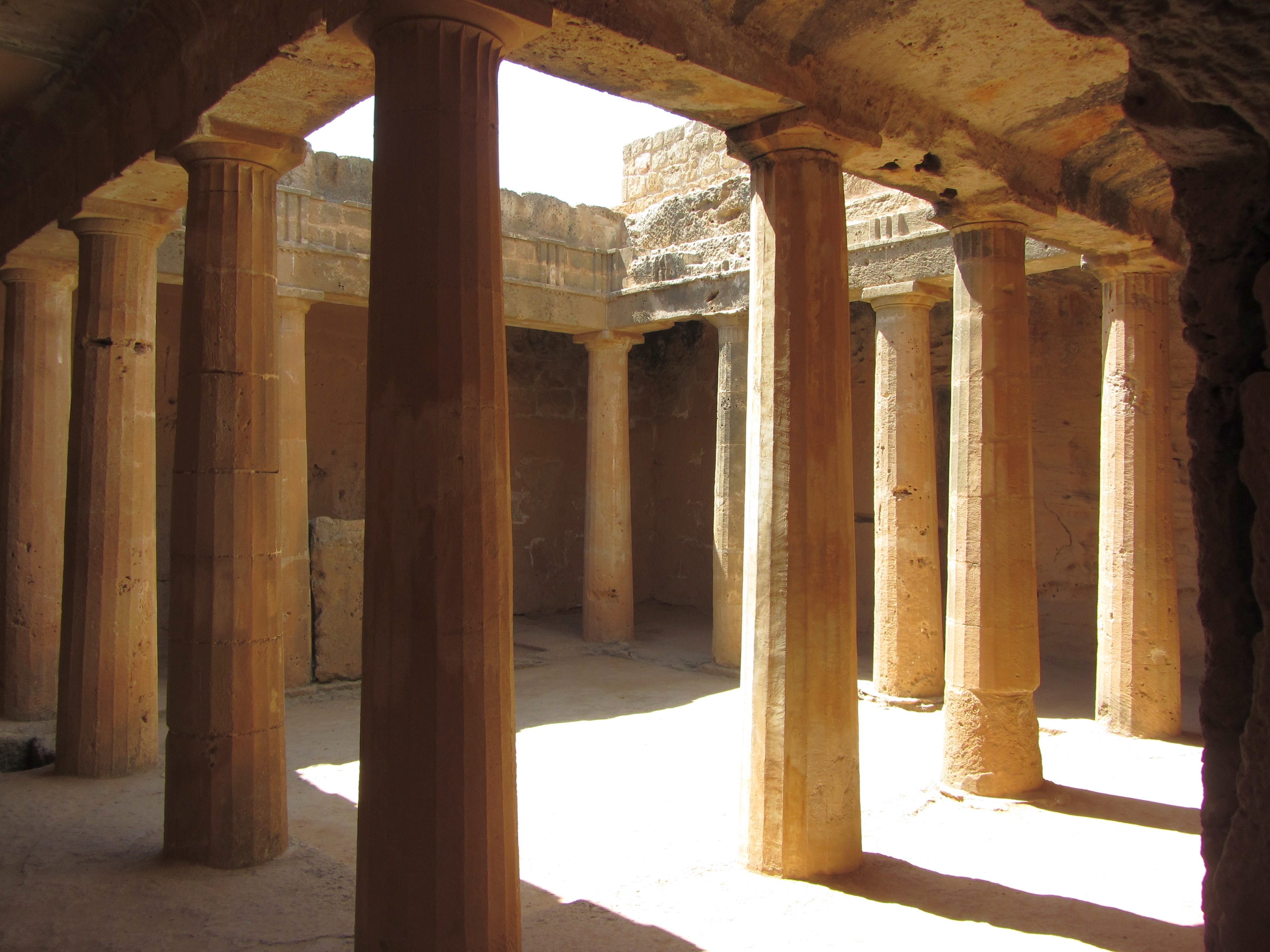
Innenansicht Grab 3, Peristyl (2014)
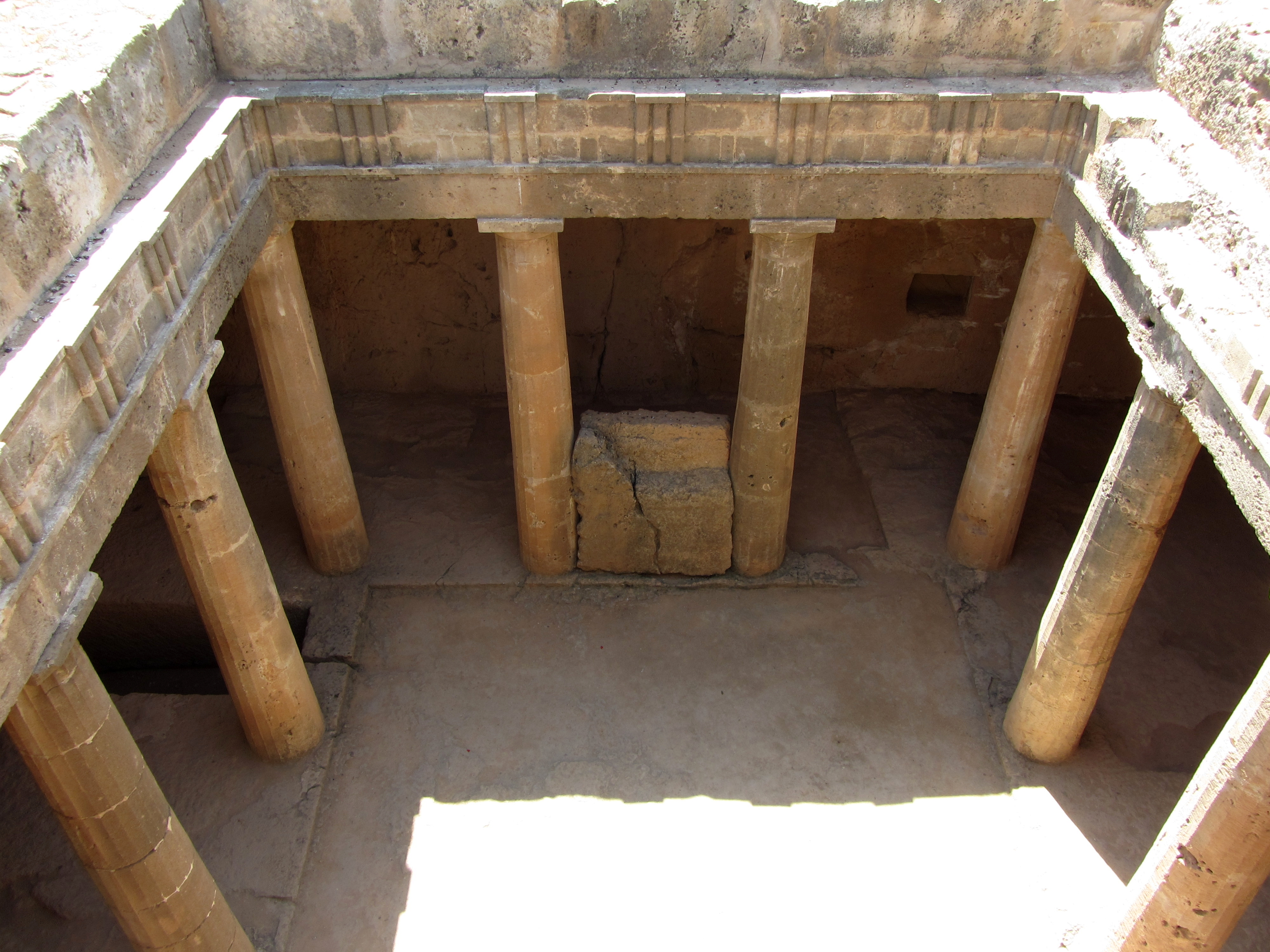
Grab 3, Peristyl von oben gesehen (2014)
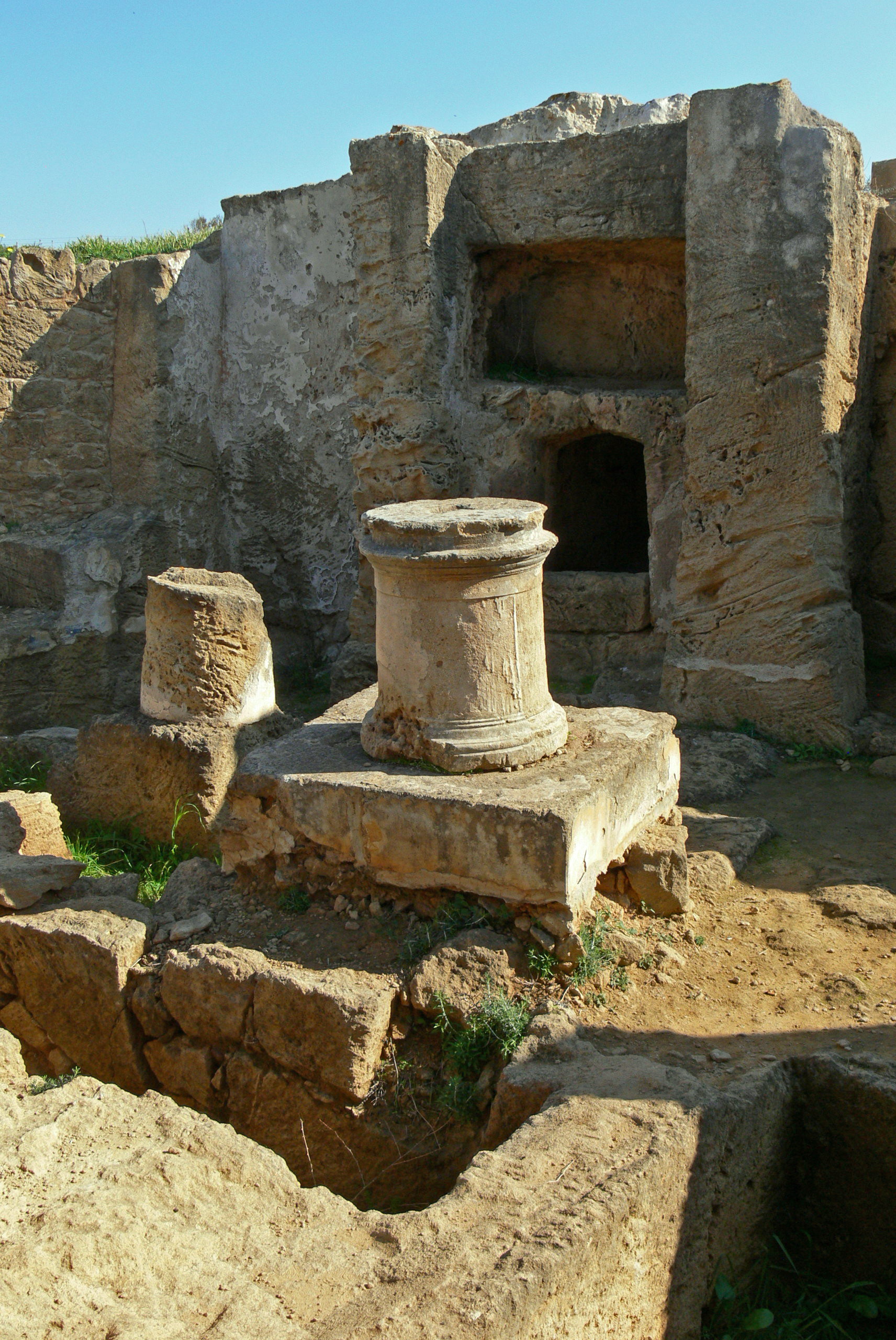
Grab 6, Cippus in der Mitte des Atriums[14] (2011)
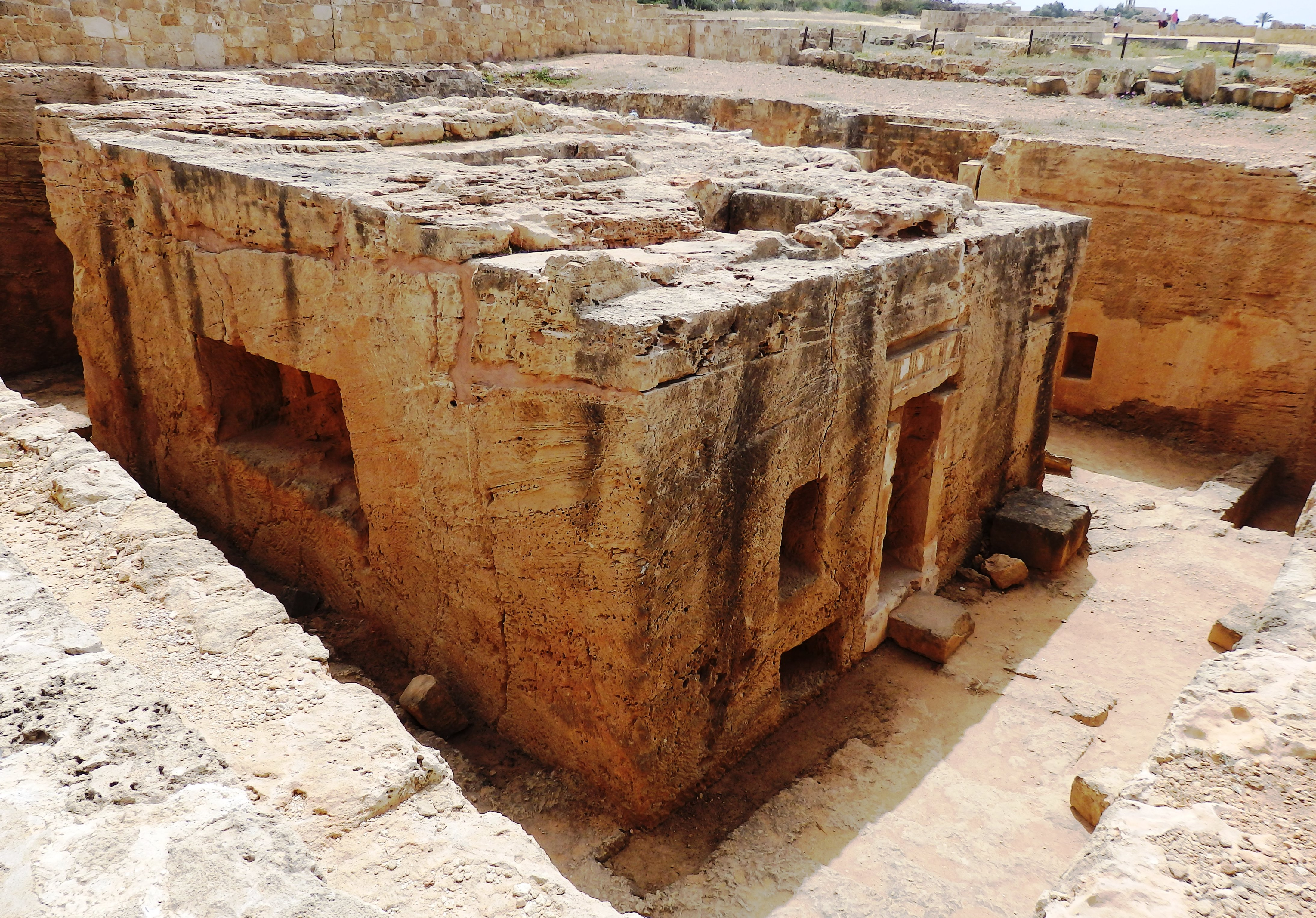
Grab 8 von oben
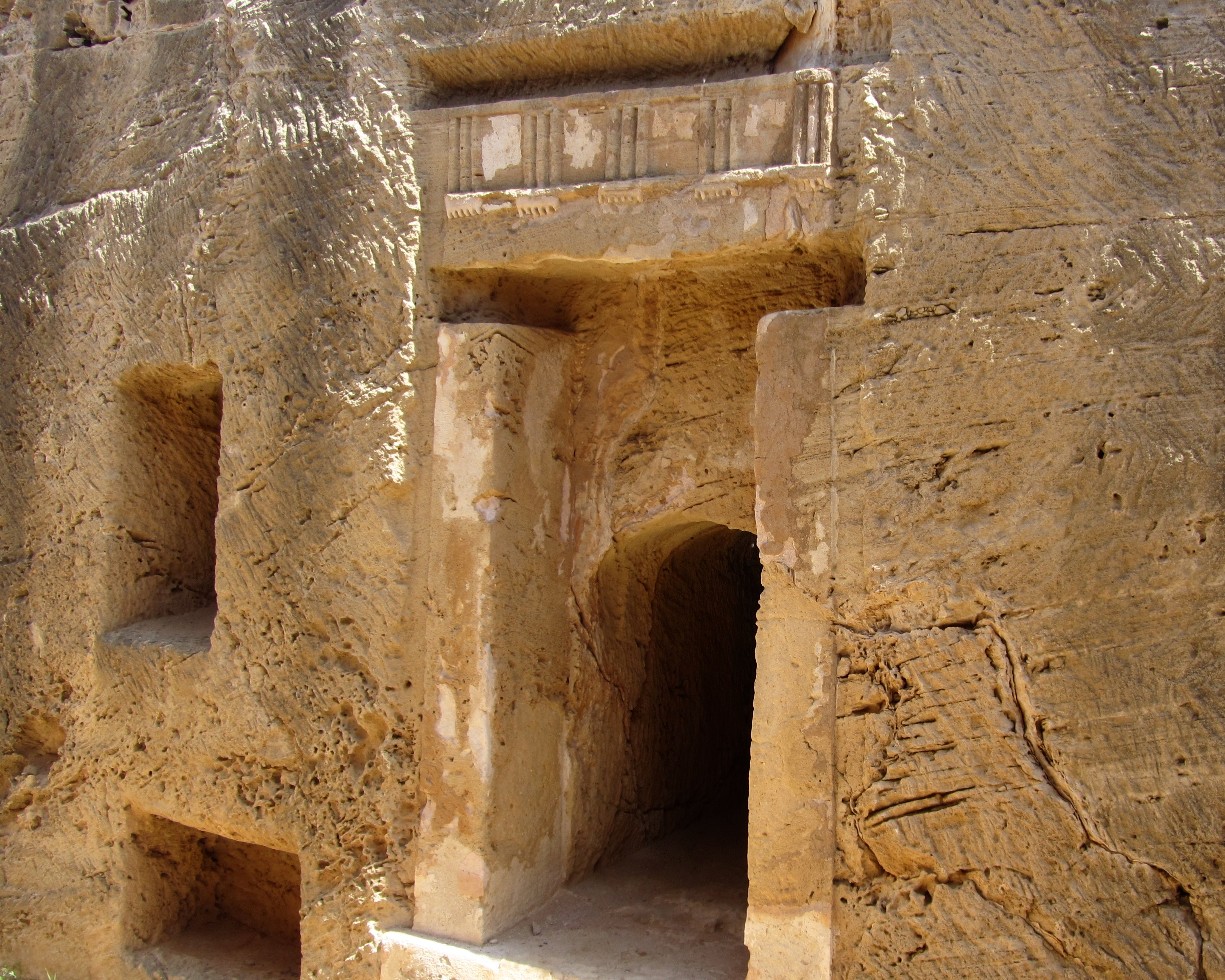
Grab 8, Grabnische mit Portal (2014)